# جهاز بوابي كبدي

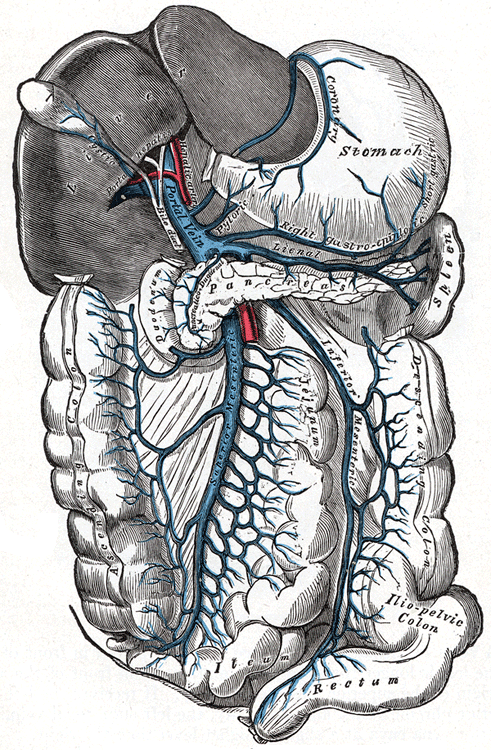
شكل توضيحي يظهر الوريد البابي الكبدي والمنطقة المجاورة له.

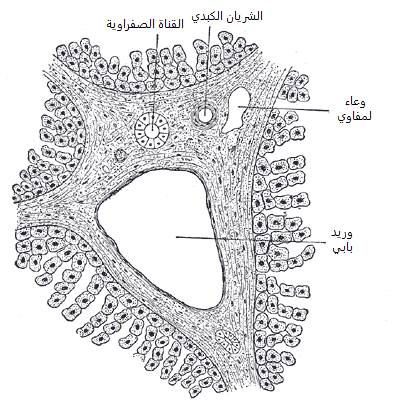
قطع مجهري فرع صغير لوريد الباب بداخل الكبد (مكبّر 250×)

الجهاز البابي الكبدي هو عبارة عن مجموعة من الأوردة تقوم بتكوين الوريد البابي الكبدي وروافده، ويسمّى أحيانًا هذا الجهاز الجهاز الوريدي البابي.

## الوظيفة
يقوم الجهاز الوريدي البابي بتوجيه الدم القادم من الجهاز الهضمي إلى الكبد. من جهة أخرى، تقوم الأمعاء الدقيقة بامتصاص المواد الغذائية المتناولة، ثم عن طريق الجهاز الوريدي البابي تمرّ عبر الكبد لتتم معالجتها قبل أن تنتقل إلى القلب ثم إلى باقي الجسم.
ليس كل أجزاء الجهاز الهضمي يتم تصريفها عبر الجهاز الوريدي البابي، حيث يمتد الجهاز الوريدي من الجزء السفلي للمريء، حتى الجزء العلوي للقناة الشرجية، ويتضمن الجهاز البابي أيضًا تصريف الدم من الطحال والمعثكلة.
هناك العديد من الأدوية التي يتم امتصاصها في الجهاز الهضمي، يتم استقلابها في الكبد قبل أن تصل لباقي أجزاء الجسم. وتسمى هذه العملية بتأثير العبور الأول. وبسبب هذه الخاصية فإن العديد من الأدوية لا يجب تناولها إلا بطرق محددة. فعلى سبيل المثال، فإن مركبات النيتروغلسرين لا يجب بلعها لأن الكبد يقوم بتثبيط عملها، لكن يمكن وضعها تحت اللسان، أو عبر الجلد، حيث تتجاوز عملية المرور بالكبد وتثبيط عملها. وبعكس الدواء السابق، فدواء ديكستروميثورفان المضاد للسعال يتم تناوله عن طريق الفم ليمر بالكبد، وحتى يتم استقلابه إلى المادة الأكثر فعالية ديكسترورفان.
أيضًا فإن استخدام التحاميل يعتبر تجاوز جزئي للمرور بالجهاز البابي والكبد، حيث أن الثلث العلوي للمستقيم يتم تصريفه إلى وريد الباب، بينما الثلثين السفليين يتم تصريف الدم بهما مباشرةً إلى الوريد الأجوف السفلي وبذلك يتم تجاوز عملية الاستقلاب في الكبد.
يصل الدم إلى الكبد بطريقة فريدة من نوعها، حيث يصله دم مؤكسد وغير مؤكسد (جزئيًا)، ولذلك فإن الضغط الجزئي لغاز الأكسجين (pO2) وضغط التروية في دم وريد الباب هي أقل من أي عضوٍ آخر في الجسم. يقوم الدم بالعبور خلال فروع وريد الباب خلال تجاويف بين طبقات الخلايا الكبدية، وتسمى هذه التجاويف بالجيوب الكبدية. يقوم الدم أيضًا بالمرور عبر الشريان الكبدي ويختلط في الجيوب الكبدية ليقوم بتزويد الخلايا الكبدية بالأكسجين. يتم ترشيح (تخلل) هذا الخليط خلال الجيوب ويتم تجميعه في الأوردة المركزية حيث تقوم أخيرًا بالتصريف إلى الوريد الكبدي ثم إلى الوريد الأجوف السفلي.
يقوم الشريان الكبدي بتزويد الكبد بـ 30-40% من الأكسجين الذي يحتاجه، بالرغم أن الدم الذي يمد الكبد به لا يمثّل سوى 25% من إجمالي الدم المتدفق للكبد. يقوم وريد الباب بمد الكبد بباقي احتياجه من الأكسجين عن طريق الدم الغير مؤكسد جزئيًا. المثير للاهتمام، أن الكبد يستهلك 20% من إجمالي الأكسجين الذي يحتاجه الجسم كاملًا (في وقت الراحة)، ولهذا السبب يمكن إدراك سبب الكمية الكبيرة من الدم التي تصل الكبد والتي تقدّر بين 1-2 لتر/دقيقة، وهذه الكمية تعتبر ربع معدل النتاج القلبي في وقت الرحة.
من الأوردة الكبيرة التي تعتبر جزءًا من الجهاز الوريدي البابي:
- الوريد البابي الكبدي
- الوريد الطحالي
- الوريد المساريقي العلوي
- الوريد المساريقي السفلي

يتحد الوريد المساريقي العلوي والوريد الطحالي مع بعضهما ليكوّنا الوريد البابي الكبدي. وكذلك يتّحد الوريد المساريقي السفلي (في معظم الأشخاص) مع الوريد الطحالي، لكن في البعض الآخر يقوم بالارتباط بوريد الباب، أو بالوريد المساريقي العلوي.
يقوم الجهاز الوريدي البابي بتتبع ومحاذاة المناطق التي تتغذى عن طريق الجذع البطني، والشريان المساريقي العلوي، والشريان المساريقي السفلي.

## الاعتلالات
فرط ضغط الدم البابي هي حالة مرضية يكون فيها ضغط الدم داخل الجهاز الوريدي البابي مرتفعًا، ويحدث عادةً لعدة أسباب، أهمها تشمع الكبد ومتلازمة أجيناس.

## معلومات إضافية
- William F. Ganong. "Review of Medical Physiology 22nd Edition."

## وصلات خارجية
- Hepatic portal system
- Kimball Pages, Hepatic portal system
- VIRTUAL Liver, an interactive liver anatomy tool (Contains rich media; Flash player and Javascript required)